# Espace strictement convexe
En mathématiques, un espace strictement convexe est un espace normé dont la boule unité est strictement convexe dans le sens précisé ci-dessous. Cette propriété de la norme est moins forte que celle possédée par la norme d'un espace uniformément convexe ou d'un espace réflexif (à un changement de norme équivalente près), mais elle permet toutefois aux espaces strictement convexes d'avoir certaines des propriétés remarquables d'espaces plus structurés. Une norme conférant à l'espace vectoriel qu'elle équipe la propriété de stricte convexité est appelée une norme arrondie.

## Définition
La définition peut prendre plusieurs formes équivalentes.
Espace strictement convexe — Un espace strictement convexe est un espace normé dont la norme notée {\displaystyle \|\cdot \|} vérifie l'une des propriétés équivalentes suivantes :
1. {\displaystyle \forall z\in \left]x,y\right[\quad \|z\|<\max(\|x\|,\|y\|)} ;
2. {\displaystyle \|x+y\|=\|x\|+\|y\|} implique l'existence de scalaires {\displaystyle \alpha \geqslant 0} et {\displaystyle \beta \geqslant 0} tels que {\displaystyle \alpha +\beta >0} et  {\displaystyle \alpha x=\beta y} ;
3. pour tout (ou un) {\displaystyle p>1}, l'application {\displaystyle \|\cdot \|^{p}} est strictement convexe.

Une norme conférant à l'espace vectoriel qu'elle équipe la propriété de stricte convexité est appelée une norme arrondie.
La stricte convexité d'un espace normé donné n'est pas conservée par changement de norme équivalente : un espace de dimension finie est strictement convexe pour ses normes euclidiennes mais pas pour ses normes ℓ1 et ℓ∞, par exemple, alors que toutes ses normes sont équivalentes. Il s'agit donc plus d'une propriété de la norme que de la topologie qu'elle définit. Pour cette raison, on parle parfois de norme strictement convexe, mais cela introduit une ambiguïté de langage dont il faudra se méfier, car l'application x ↦ ║x║ n'est jamais strictement convexe, puisqu'elle est positivement homogène de degré 1 : ║t x║ = t ║x║ pour tout t positif. C'est en réalité la puissance p > 1 de la norme qui est strictement convexe, comme l'indique la définition 3. Certains auteurs préfèrent donc utiliser l'expression de norme arrondie, pour éviter l'ambiguïté relevée ci-dessus.

## Propriété
Soient E un espace normé et x un vecteur non nul de E.
- On appelle élément conjugué dual de x tout élément f du dual topologique E' de E vérifiant :{\displaystyle \langle f,x\rangle =\|f\|\,\|x\|{\text{ et }}\|f\|=\|x\|.}L'existence de tels f est assurée par le théorème de Hahn-Banach (donc au moyen du lemme de Zorn).
- On dit que E est un espace lisse[4],[5] si tout vecteur de E possède un unique élément conjugué dual.
Ce nom vient du fait que E est lisse si et seulement si l'application ║ ║ possède une dérivée de Gateaux en tout vecteur unitaire x de E, dans la direction de tout y[6] (ce qui équivaut à : ║x + ty║ + ║x – ty║ – 2 = o(t)[7]). Cette dérivée est alors égale à 〈 f, y 〉, où f désigne l'élément conjugué dual de x.

Stricte convexité et lissité, — Si E' est strictement convexe, alors E est lisse. Si E' est lisse, alors E est strictement convexe.

## Existence
À un changement de norme équivalente près, tout espace de Banach réflexif ou séparable est strictement convexe.
Existence de norme strictement convexe — 
- Tout espace de Banach réflexif peut être muni d'une norme équivalente arrondie[10].
- Tout espace de Banach séparable possède une norme équivalente pour laquelle il est simultanément strictement convexe et lisse[11].

Le second énoncé fournit des exemples simples d'espaces de Banach strictement convexes mais (même à équivalence près) non uniformément convexes : il suffit de prendre un espace de Banach séparable (donc strictement convexe pour une certaine norme) mais non réflexif (donc uniformément convexe pour aucune norme, d'après le théorème de Milman-Pettis).